# Suippes
 Suippes  es una población y comuna francesa, en la región de Champaña-Ardenas, departamento de Marne, en el distrito de Châlons-en-Champagne. Es el chef-lieu del cantón de Suippes, aunque Mourmelon-le-Grand la supera en población.

## Demografía
| 2738 | 3270 | 3305 | 3069 | 3106 | 3497 |
| Para los censos de 1962 a 1999 la población legal corresponde a la población sin duplicidades (Fuente: INSEE [Consultar]) |      |      |      |      |      |